# Scott Kalvert
Scott Kalvert (ur. 15 sierpnia 1964 w Nowym Jorku, zm. 5 marca 2014 w Los Angeles) – amerykański reżyser filmów i teledysków.

## Filmy fabularne
- 1995: Przetrwać w Nowym Jorku (The Basketball Diaries)
- 2002: Gang braci (Deuces Wild)

## Teledyski
- DJ Jazzy Jeff
- Snoop Dogg
- Bobby Brown[1]